# پتره گئورگیو
پتره گئورگیو (رومانیایی: Petre Gheorghiu؛ ‏ ۲۰ ژوئن ۱۹۲۹–۶ اوت ۲۰۰۰) بازیگر تئاتر، سینما و تلویزیون اهل رومانی و یکی از مشهورترین مدرسان تئاتر و نمایش این کشور بود.

## گزیدهٔ نقش‌آفرینی‌ها
- ایستگاه بعدی بهشت (۱۹۹۸)
- خانواده مورومته (۱۹۸۷)
- میتیکا، زنگ‌ها برای چه به صدا درآمده‌اند؟ (۱۹۸۱)
- نفرین زمین، نفرین عشق (۱۹۸۱)
- امشب در خانه خواهیم رقصید (۱۹۷۲)
- میهای دلیر (۱۹۷۱)